# Säters kyrka, Västergötland
Säters kyrka är en kyrkobyggnad som sedan 2002 tillhör Frösve församling (tidigare Säters församling) i Skara stift. Den ligger på Billingens östsluttning i Skövde kommun.

## Kyrkobyggnaden
Kyrkan är antagligen från tidig medeltid, (ca 1100). Under 1750-talet fick den ett tresidigt kor och på 1800-talet ett ovanligt utformat trätorn som rider på västgaveln. Större delen av inredningen tillkom 1909. Vid renoveringen 1990 återfick altartavlan sin ursprungliga färgsättning liksom predikstolen.

## Inventarier
- Altartavlan är 1774 snidad av träsnidaren Johan Ullberg d.y. från Velinga.
- Dopfunten är från 1250 och återfanns vid renoveringsarbeten 1938.
- Predikstolen tillkom omkring 1800.
- Det finns även ett rökelsekar och ett timglas från 1400-talet.
- På väggarna finns fyra vapensköldar tillhöriga släkterna Lind af Hageby, Björnhufvud och Hammarhjelm, vilka alla ägt betydande egendomar i Säters socken.
- Lillklockan är av en senmedeltida typ och har breda skriftband med 21 bokstäver som verkar uppsatta utan någon skönjbar ordning.[1]

### Orgel
Orgel som är placerad på läktaren i väster är tillverkad 1979 av Smedmans Orgelbyggeri, fast fasaden byggd 1909 av Carl Axel Härngren har bibehållits. Instrumentet har tolv stämmor fördelade på två manualer och pedal.

## Bilder

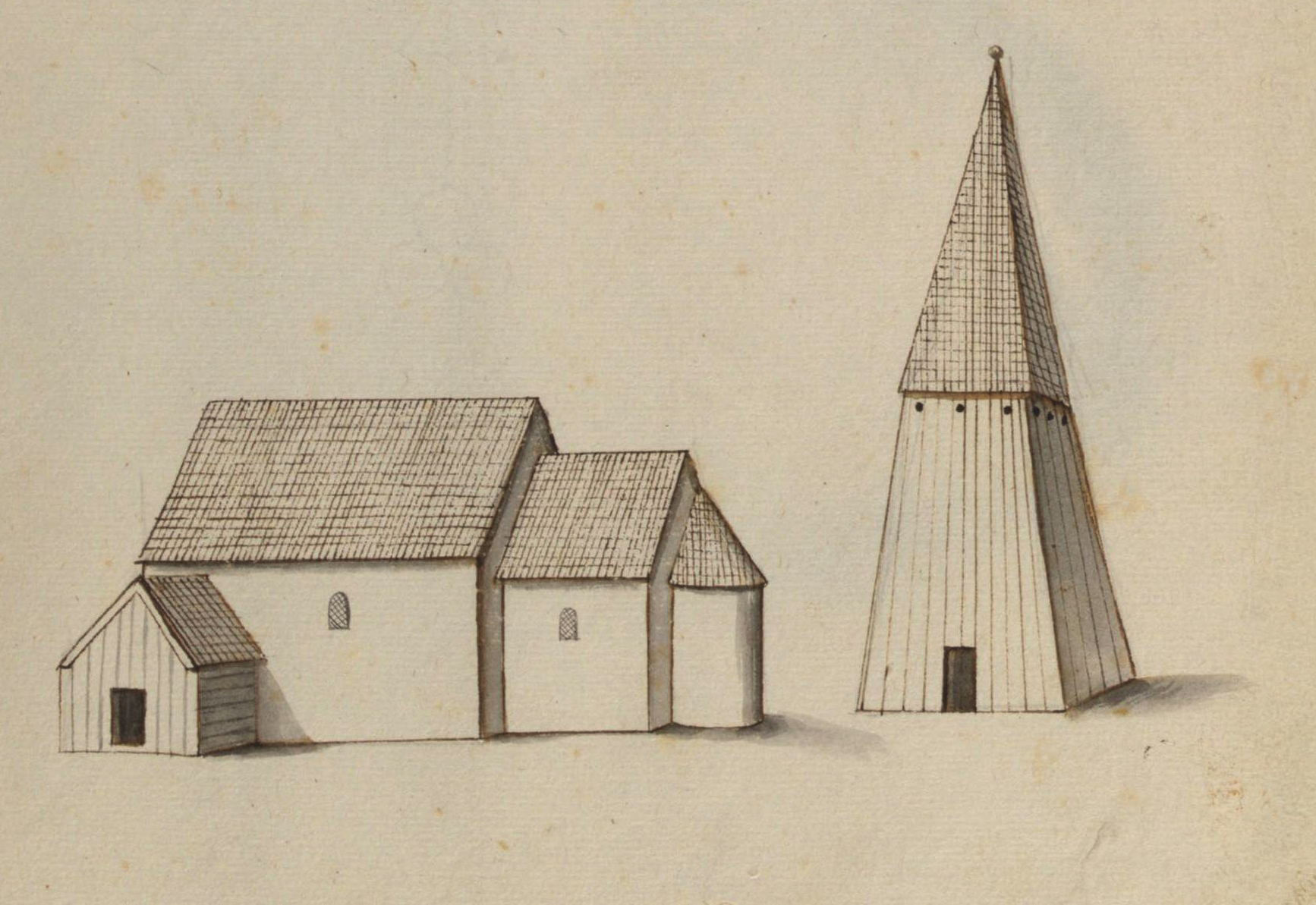
Kyrkan på teckning omkring 1670.
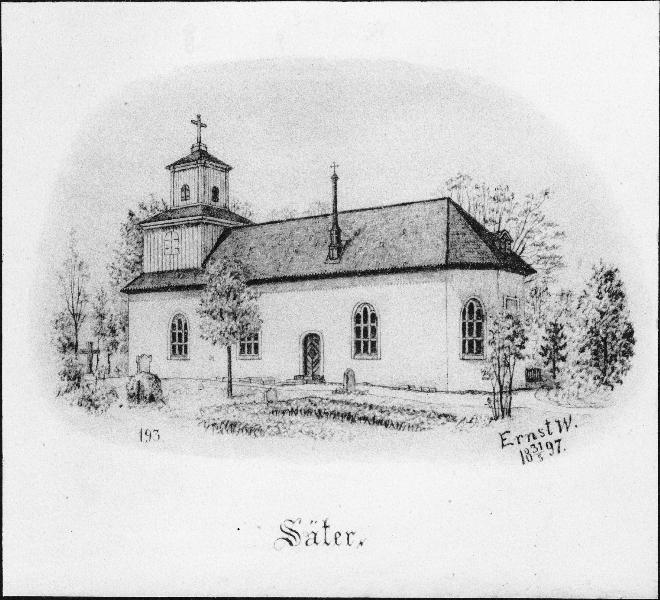
Kyrkan på teckning 1897.
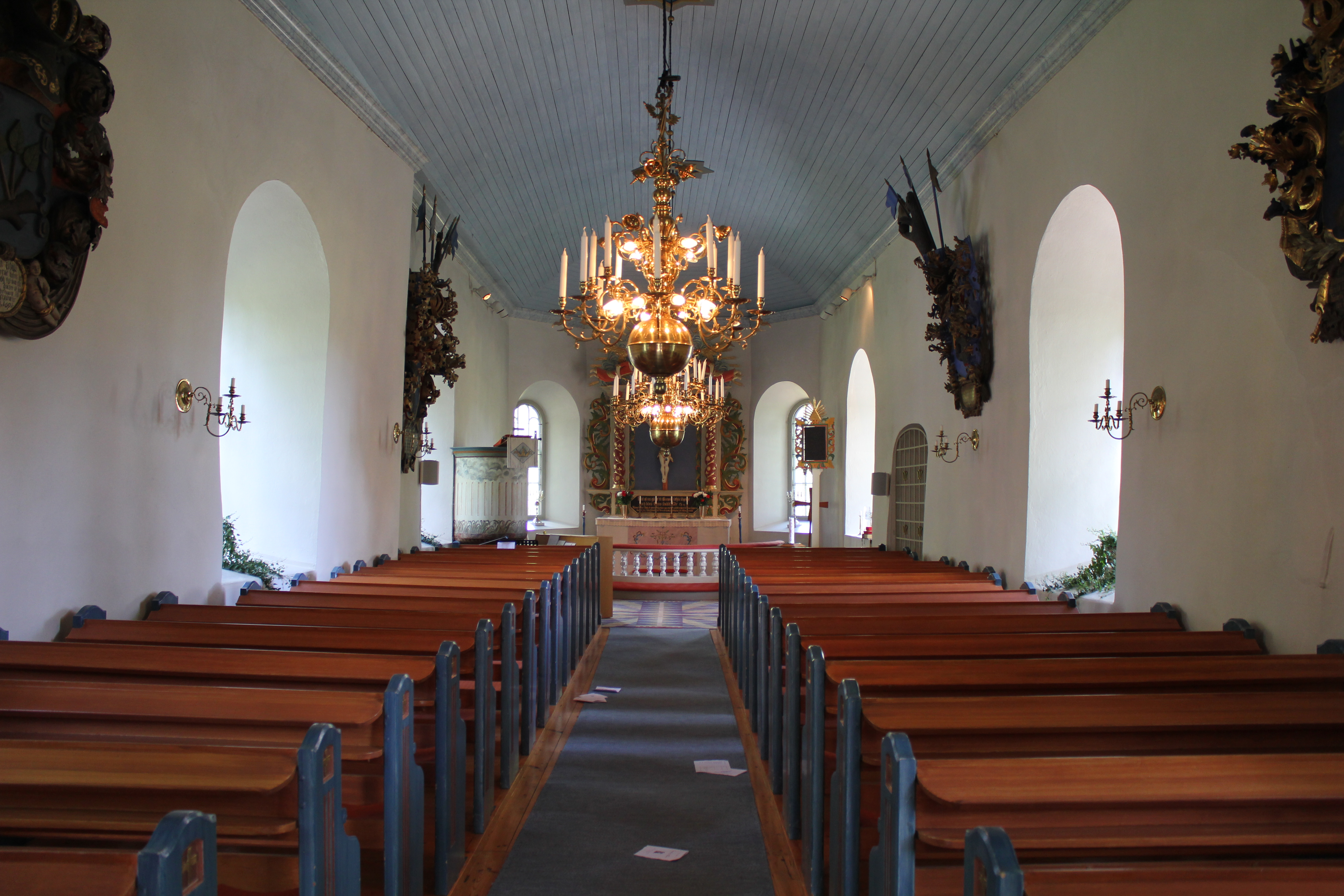
Interiör
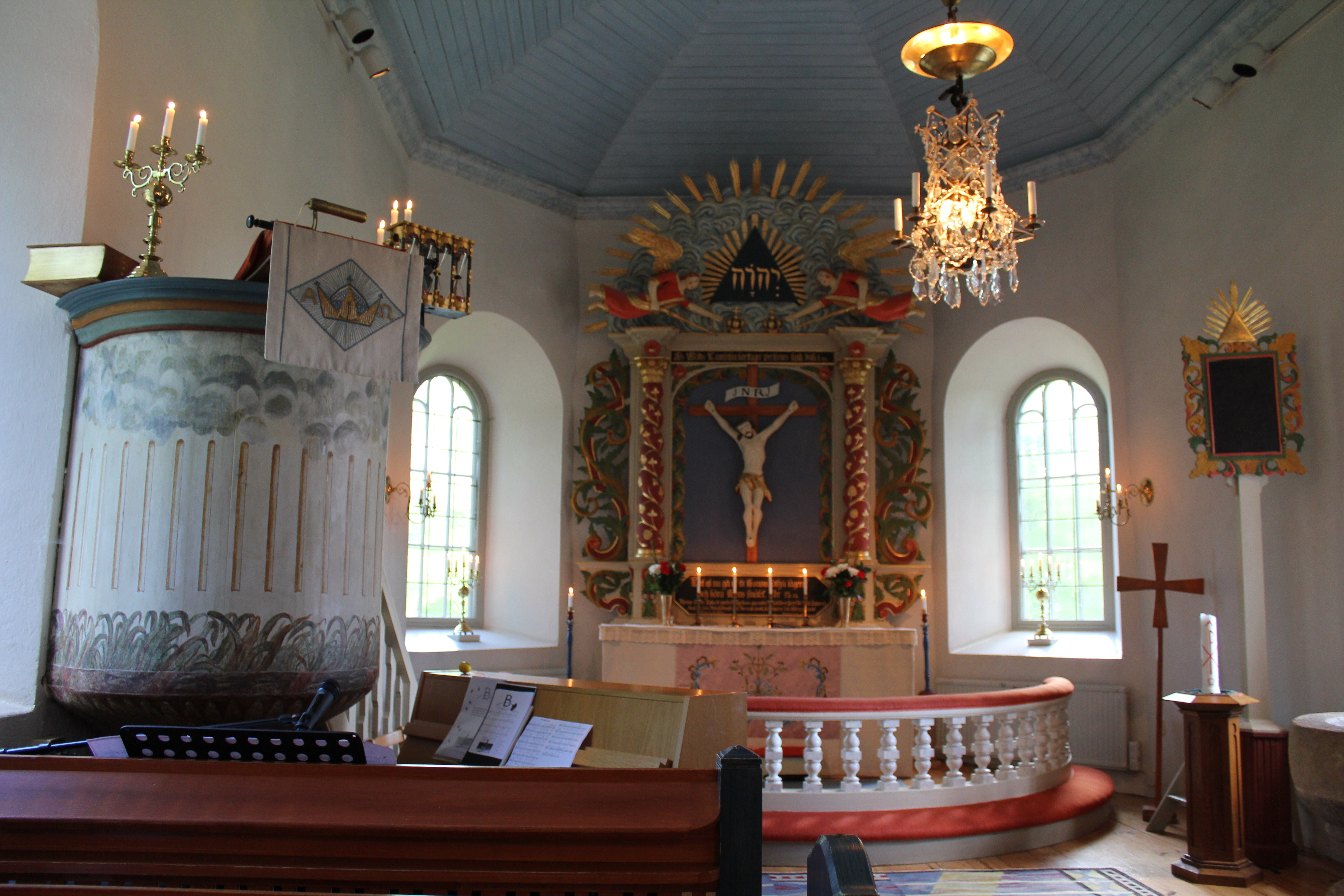
Predikstol och altare
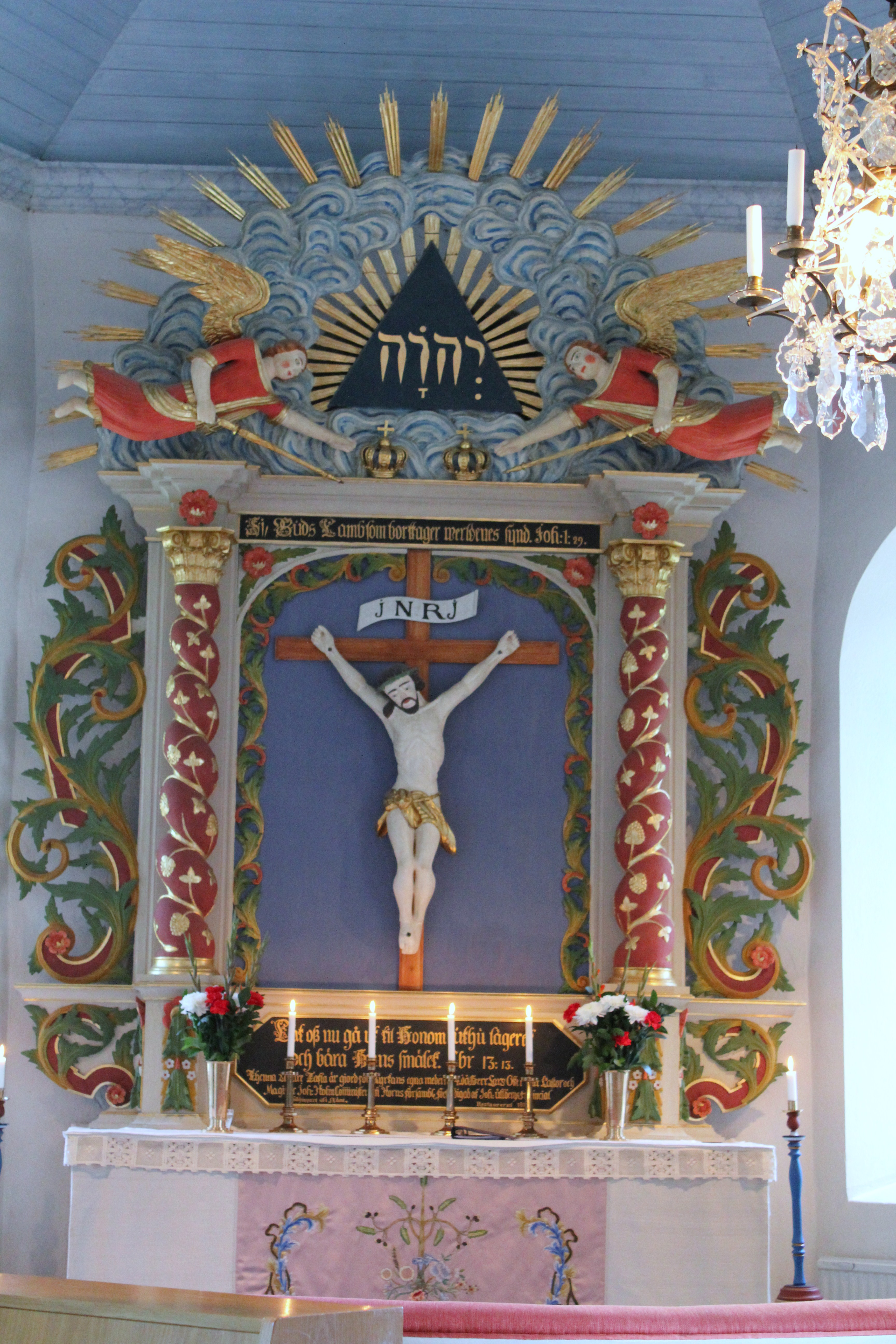
Altartavla